# David Caspe
David Herbert Caspe, född 20 oktober 1978 i Chicago i Illinois, är en amerikansk manusförfattare, mest känd för att ligga bakom ett flertal populära komediserier. Bland de komediserier som han har skapat, märks ABC:s Happy Endings och Showtimes Black Monday. Han har också skrivit manus till filmen That's My Boy från 2012, samt gjort en del andra övriga arbeten inom film och TV.
Caspe, som är av judisk familjebakgrund, flyttade till Los Angeles år 2006 för att satsa på en karriär som manusförfattare. Han är sedan år 2014 gift med skådespelerskan Casey Wilson, känd från bland annat Saturday Night Live och Happy Endings. De träffades under auditionprocessen för den sistnämnda av dessa två serier. Paret har tre barn tillsammans.

## Film- och TV-krediter (i urval)
- 2011–2013 – Happy Endings (TV-serie)
- 2012 – That's My Boy
- 2019–2021 – Black Monday (TV-serie)
- 2022 – Blockbuster (TV-serie)
- 2024 – Mr. Throwback (TV-serie)